# František Josef Klír
František Josef Klír, křtěný Franz Josef (16. září 1867 Praha – 14. září 1941 Kladno), byl český výtvarník, malíř, portrétista a krajinář.

## Život
Narodil se v Praze v rodině krejčího Johanna Kliera a jeho ženy Kateřiny roz. Fritschové. Kolem roku 1873 se přestěhoval s rodiči na Kladno, kde absolvoval základní vzdělání a později studoval na kladenské řemeslné škole. Následně navštěvoval v Praze soukromé studium malby u malířů V. Jansy, J. Šetelíka a K. Reisnera. Krátce studoval na pražské malířské akademii u prof. Františka Sequense a v dalším akademickém studiu pokračoval v Mnichově u prof. Knürra, Köpla a Hájka.
V roce 1894 se v Praze oženil s Růženou Balounovou a v zápise sňatku se uvádí, že ženich byl divadelním vlásenkářem a malířem podobizen na Kladně.
Malíř František Josef Klír čerpal náměty pro svá díla mimo jiné, na jižní Moravě, Chodsku, Slovensku a též i na Kladensku. Námětem jeho obrazů byly krom jiných i malebná zákoutí „starého“ Kladna a vytvořil několik obrazů ze sociálními a pracovními náměty, např. Práce v železárnách, Vysoká pec aj. Zemřel na Kladně roku 1941.
Jeho syn Svatopluk Klír byl úspěšným malířem, grafikem a typografem.

## Galerie

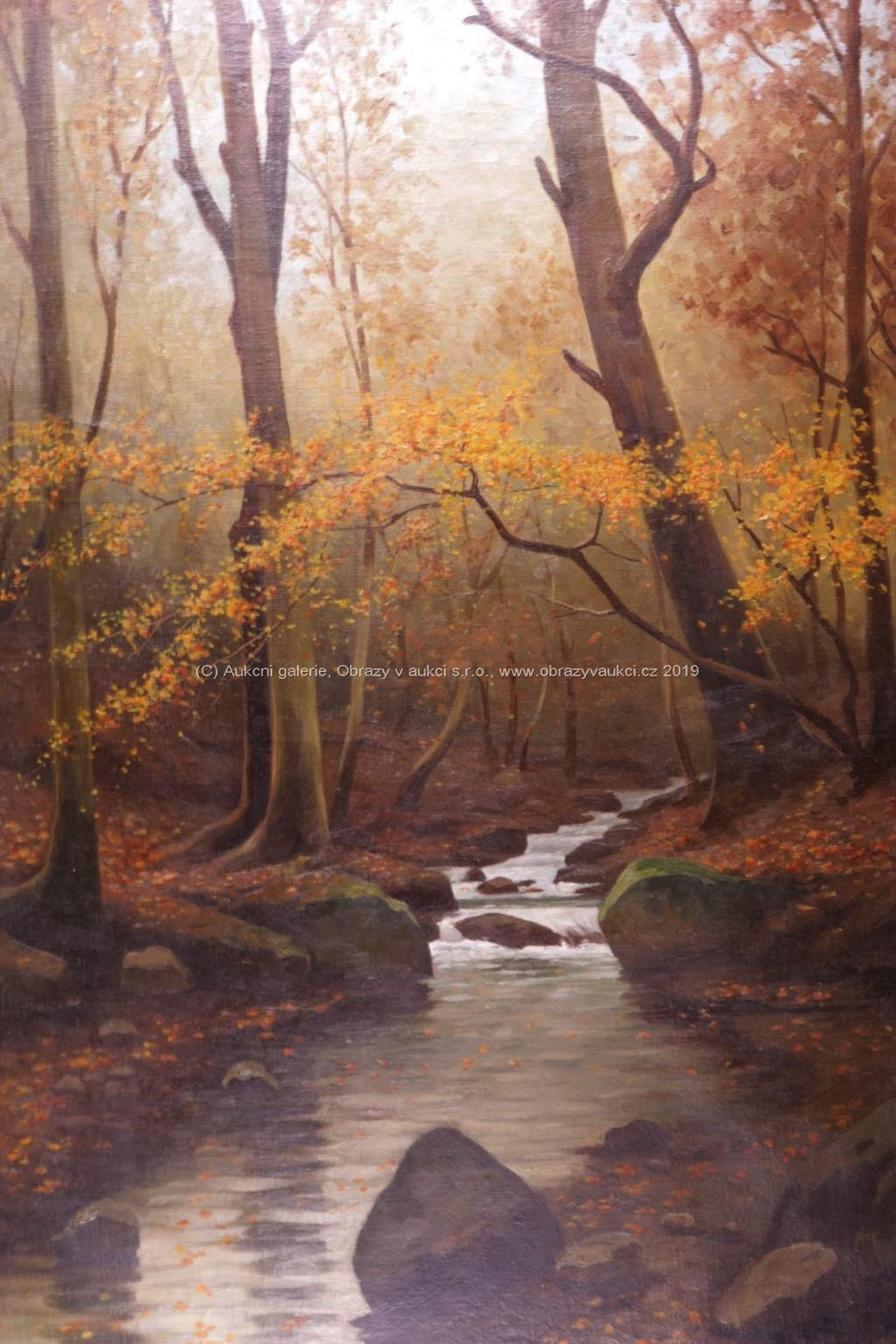
Potok v podzimním lese (1906)
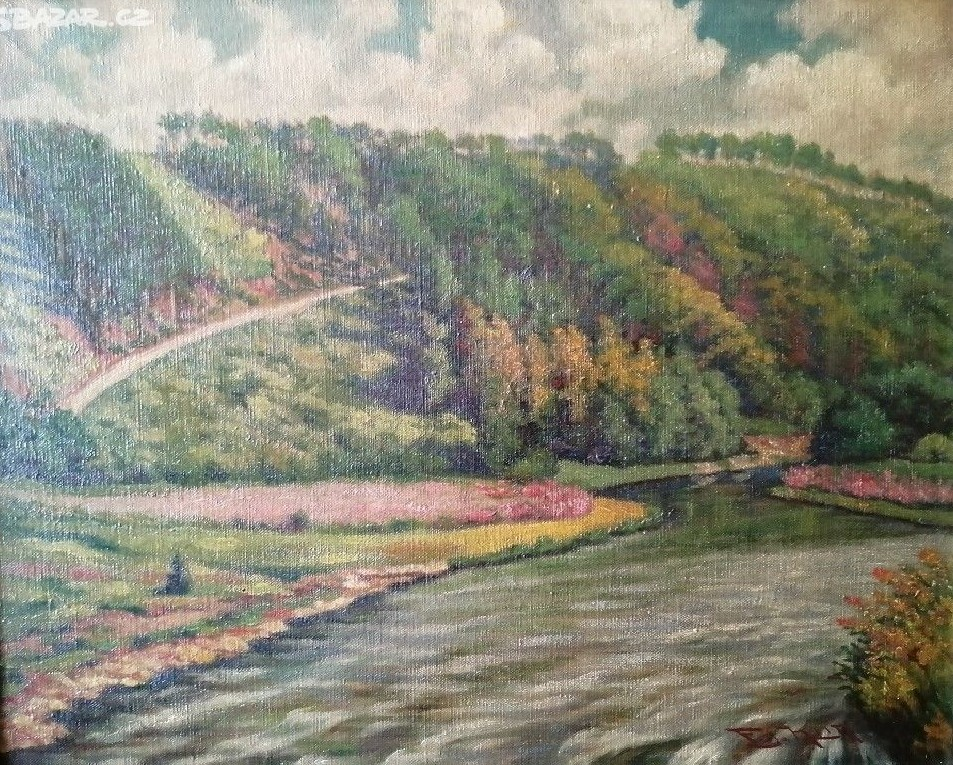
Řeka
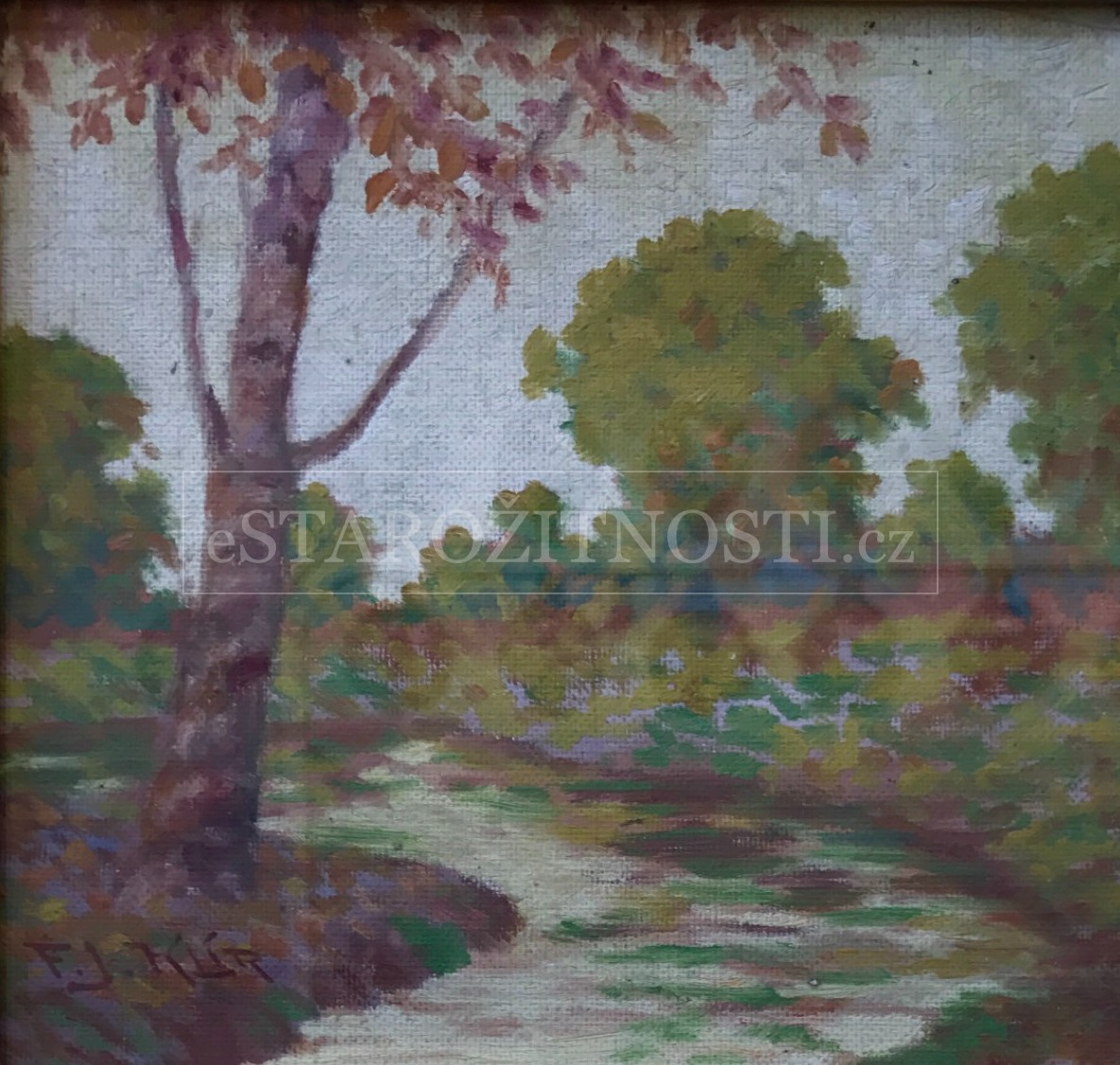
Veltruský park na podzim
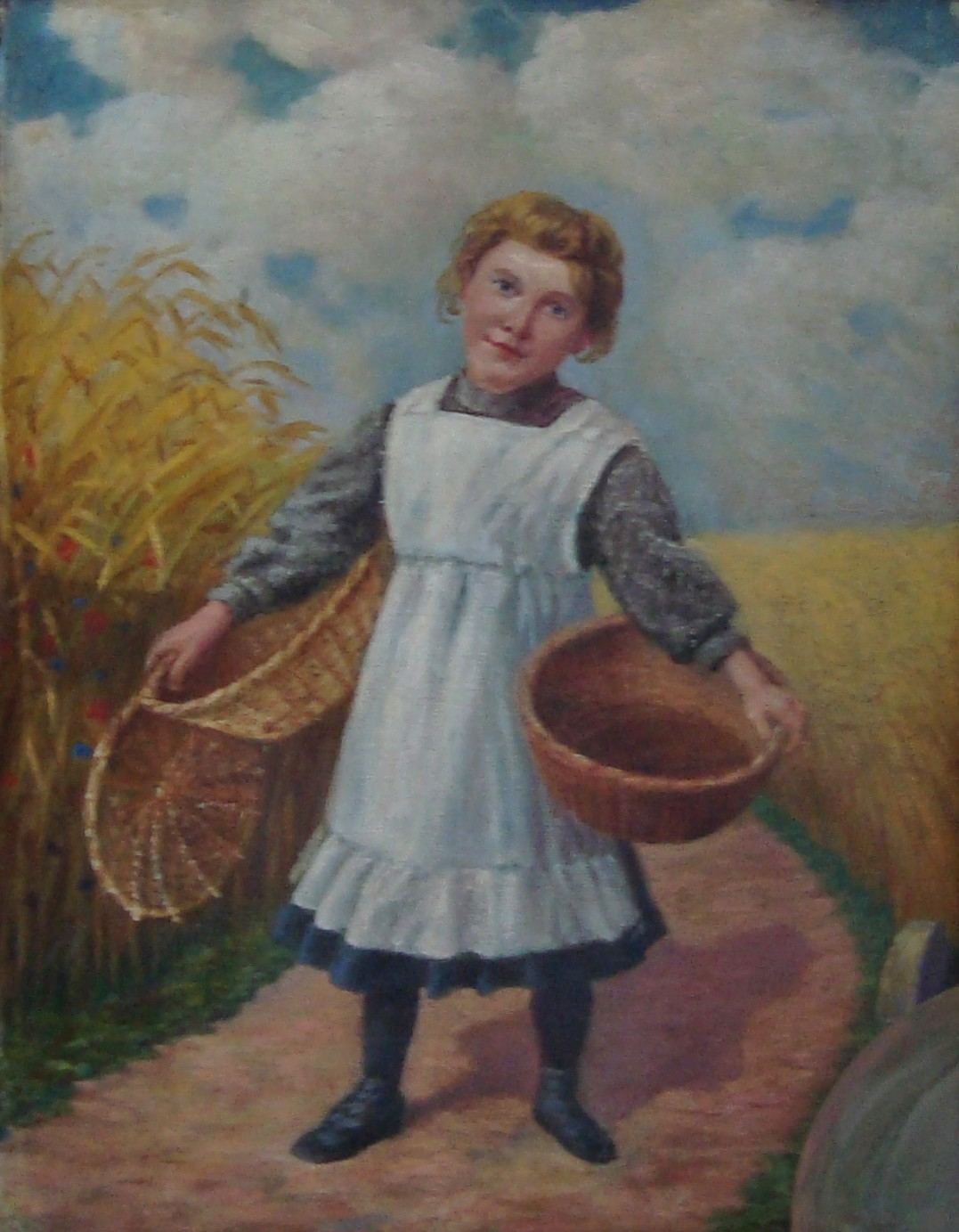
Vesnické děvče s ošatkami
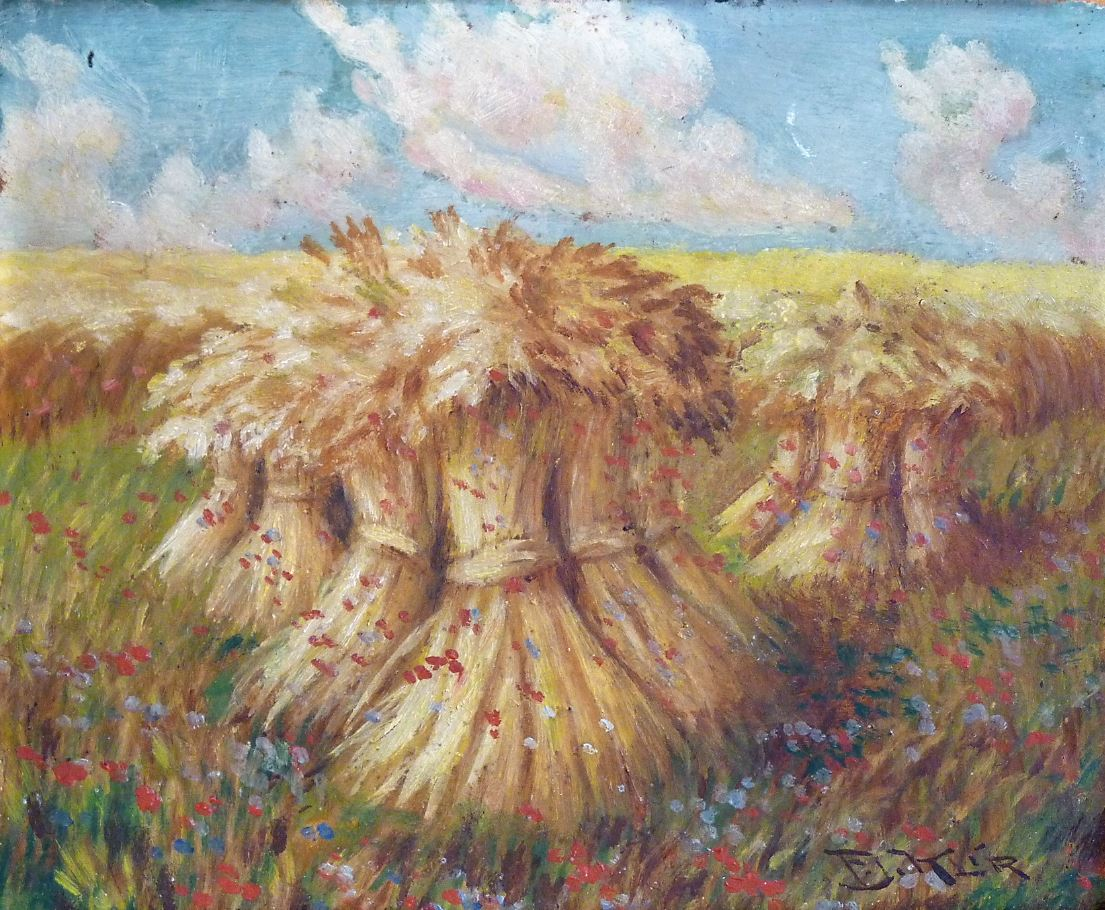
Postavené mandele
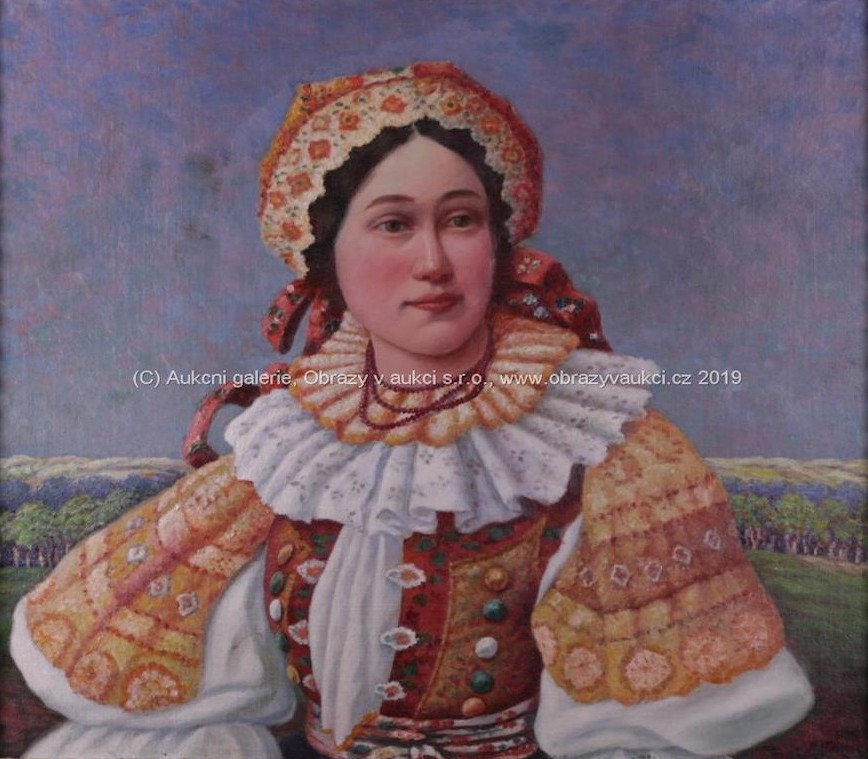
Slovačka ze Spišské Stolice (1913)